# Danh sách đĩa nhạc của Sufjan Stevens
Ca sĩ kiêm sáng tác nhạc người Mỹ Sufjan Stevens đã phát hành 9 album phòng thu (trong đó có một album hợp tác với nhiều nghệ sĩ khác), 13 đĩa mở rộng (EP), 15 đĩa đơn (gồm một đĩa đơn tham gia hợp tác), 8 đĩa đơn quảng bá và 8 video âm nhạc. Thông qua hãng ghi âm Asthmatic Kitty Records, Stevens đã phát hành hai album đầu tiên, A Sun Came và Enjoy Your Rabbit, lần lượt vào các năm 2000 và 2001. Với hai album tiếp theo – Michigan (2003) và Seven Swans (2004) – nam ca sĩ cộng tác với hãng Sounds Familyre Records trong việc phân phối các sản phẩm này. Seven Swans được hỗ trợ bởi đĩa đơn đầu tay của Stevens, "The Dress Looks Nice on You". Album này được tái phát hành vào năm 2009 và bao gồm thêm một đĩa đơn mới, "I Went Dancing with My Sister". Album thứ năm của anh, Illinois, là sản phẩm đầu tiên của Stevens xuất hiện trên các bảng xếp hạng thu âm và đạt được thứ hạng thấp ở một số quốc gia. Album nhận được chứng nhận Vàng từ Hiệp hội Công nghiệp Ghi âm Hoa Kỳ với doanh số nhập hàng đạt 500.000 bản. The Avalanche, một album tổng hợp gồm những bài hát không được đưa vào Illinois, được phát hành vào năm 2006 và cũng xuất hiện trên một số bảng xếp hạng trên toàn cầu.
The Age of Adz (2010) được hỗ trợ quảng bá nhờ các đĩa đơn "I Walked" và "Too Much", trong đó ca khúc thứ hai đạt vị trí thứ 42 trên bảng xếp hạng thành phần Billboard Rock Digital Song Sales. Album ra mắt ở vị trí thứ 7 trên bảng xếp hạng Billboard 200, trở thành album có vị trí xếp hạng cao nhất của Stevens. Tính đến tháng 3 năm 2015, The Age of Adz đã bán được hơn 138.000 bản tại Hoa Kỳ. Với sự hợp tác của Bryce Dessner, Nico Muhly và James McAlister, Stevens phát hành Planetarium thông qua 4AD Records vào năm 2017. Các đĩa đơn hỗ trợ cho album gồm "Saturn" và "Venus". Bốn video âm nhạc đã được sản xuất cho hai bài hát trên cũng như hai bài "Mercury" và "Neptune" trong album.
Stevens cũng thực hiện một dự án có tên gọi "Songs for Christmas", trong đó anh đã phát hành một loạt 10 đĩa mở rộng gồm các ca khúc Giáng sinh từ tháng 12 năm 2000 đến tháng 12 năm 2010. Năm sản phẩm đầu tiên được đưa vào một box set có tên Songs for Christmas (2006), trong khi năm sản phẩm còn lại nằm trong box set thứ hai, Silver & Gold (2012). Stevens đã tham gia đóng góp cho nhạc phim chính thức của bộ phim chính kịch ra mắt năm 2017 Call Me by Your Name. Anh đã sáng tác các ca khúc "Mystery of Love" và "Visions of Gideon" cho bộ phim. Cả hai bài hát đều đạt được vị trí trên các bảng xếp hạng của Pháp và Hoa Kỳ, và "Mystery of Love" đã đem về cho Stevens một đề cử giải Oscar cho Ca khúc trong phim xuất sắc nhất.

## Các sản phẩm chính

### Album phòng thu
| Tựa đề                                                                                         | Thông tin album | Vị trí xếp hạng cao nhất | Vị trí xếp hạng cao nhất | Vị trí xếp hạng cao nhất | Vị trí xếp hạng cao nhất | Vị trí xếp hạng cao nhất | Vị trí xếp hạng cao nhất | Vị trí xếp hạng cao nhất | Vị trí xếp hạng cao nhất | Vị trí xếp hạng cao nhất | Vị trí xếp hạng cao nhất | Doanh số                       | Chứng nhận                |
| Tựa đề                                                                                         | Thông tin album | Hoa Kỳ                   | Úc                       | Bỉ (VL)                  | Canada                   | Pháp                     | Đức                      | Hà Lan                   | Na Uy                    | Thụy Sĩ                  | Anh Quốc                 | Doanh số                       | Chứng nhận                |
| ---------------------------------------------------------------------------------------------- | --- | ------------------------ | ------------------------ | ------------------------ | ------------------------ | ------------------------ | ------------------------ | ------------------------ | ------------------------ | ------------------------ | ------------------------ | ------------------------------ | ------------------------- |
| A Sun Came                                                                                     | - Phát hành: 13 tháng 3 năm 2000 - Nhãn hiệu: Asthmatic Kitty - Định dạng: CD                                         | —                        | —                        | —                        | —                        | —                        | —                        | —                        | —                        | —                        | —                        |                                |                           |
| Enjoy Your Rabbit                                                                              | - Phát hành: 17 tháng 9 năm 2001 - Nhãn hiệu: Asthmatic Kitty - Định dạng: CD                                         | —                        | —                        | —                        | —                        | —                        | —                        | —                        | —                        | —                        | —                        |                                |                           |
| Michigan                                                                                       | - Phát hành: 1 tháng 7 năm 2003 - Nhãn hiệu: Asthmatic Kitty · Sounds Familyre - Định dạng: CD · LP                   | —                        | —                        | —                        | —                        | —                        | —                        | —                        | —                        | —                        | —                        | - Hoa Kỳ: 27.000               |                           |
| Seven Swans                                                                                    | - Phát hành: 16 tháng 3 năm 2004 - Nhãn hiệu: Sounds Familyre - Định dạng: CD · LP                                    | —                        | —                        | —                        | —                        | —                        | —                        | —                        | —                        | —                        | —                        |                                |                           |
| Illinois                                                                                       | - Phát hành: 4 tháng 7 năm 2005 - Nhãn hiệu: Asthmatic Kitty · Sounds Familyre - Định dạng: CD · Tải kỹ thuật số · LP | 121                      | 86                       | —                        | —                        | —                        | —                        | 80                       | 34                       | —                        | 124                      | - Hoa Kỳ: 300.000              | - Hoa Kỳ: Vàng - Anh: Bạc |
| The Age of Adz                                                                                 | - Phát hành: 12 tháng 10 năm 2010 - Nhãn hiệu: Asthmatic Kitty - Định dạng: CD · Tải kỹ thuật số · LP                 | 7                        | 61                       | 25                       | —                        | 52                       | 73                       | 75                       | 19                       | 48                       | 30                       | - Hoa Kỳ: 138.000 - Anh: 4.822 |                           |
| Carrie & Lowell                                                                                | - Phát hành: 30 tháng 3 năm 2015 - Nhãn hiệu: Asthmatic Kitty - Định dạng: Cassette · CD · Tải kỹ thuật số · LP       | 10                       | 11                       | 10                       | 9                        | 50                       | 51                       | 6                        | 9                        | 29                       | 6                        | - Hoa Kỳ: 105.000              | - Anh: Bạc                |
| Planetarium (với Bryce Dessner, Nico Muhly và James McAlister)                                 | - Phát hành: 9 tháng 6 năm 2017 - Nhãn hiệu: 4AD - Định dạng: CD · Tải kỹ thuật số · LP                               | 104                      | —                        | 89                       | —                        | 120                      | 82                       | 77                       | —                        | 60                       | 92                       |                                |                           |
| Aporia (với Lowell Brams)                                                                      | - Phát hành: 24 tháng 3 năm 2020 - Nhãn hiệu: Asthmatic Kitty - Định dạng: Cassette · CD · Tải kỹ thuật số · LP       | —                        | —                        | —                        | —                        | —                        | —                        | —                        | —                        | —                        | —                        |                                |                           |
| The Ascension                                                                                  | - Phát hành: 25 tháng 9 năm 2020 - Nhãn hiệu: Asthmatic Kitty - Định dạng: CD · Tải kỹ thuật số · LP                  | 90                       | 28                       | 28                       | —                        | 143                      | 26                       | 59                       | —                        | 44                       | 35                       |                                |                           |
| "—" chỉ album không xuất hiện trên bảng xếp hạng hoặc không được phát hành ở vùng lãnh thổ đó. | |                          |                          |                          |                          |                          |                          |                          |                          |                          |                          |                                |                           |

### Album tổng hợp
| Tựa đề                                                                                         | Thông tin album                                                                                       | Vị trí xếp hạng cao nhất | Vị trí xếp hạng cao nhất | Vị trí xếp hạng cao nhất | Vị trí xếp hạng cao nhất | Vị trí xếp hạng cao nhất | Vị trí xếp hạng cao nhất | Doanh số         |
| Tựa đề                                                                                         | Thông tin album                                                                                       | Hoa Kỳ                   | Úc                       | Bỉ (VL)                  | Pháp                     | Na Uy                    | Anh Quốc                 | Doanh số         |
| ---------------------------------------------------------------------------------------------- | --- | ------------------------ | ------------------------ | ------------------------ | ------------------------ | ------------------------ | ------------------------ | ---------------- |
| The Avalanche                                                                                  | - Phát hành: 11 tháng 7 năm 2006 - Nhãn hiệu: Asthmatic Kitty - Định dạng: CD · Tải kỹ thuật số       | 71                       | 97                       | 68                       | 161                      | —                        | 84                       |                  |
| Songs for Christmas                                                                            | - Phát hành: 21 tháng 11 năm 2006 - Nhãn hiệu: Asthmatic Kitty - Định dạng: CD · Tải kỹ thuật số      | 122                      | —                        | 100                      | —                        | 36                       | —                        | - Hoa Kỳ: 81.000 |
| Silver & Gold                                                                                  | - Phát hành: 12 tháng 11 năm 2012 - Nhãn hiệu: Asthmatic Kitty - Định dạng: CD · Tải kỹ thuật số · LP | 70                       | —                        | —                        | —                        | —                        | —                        |                  |
| "—" chỉ album không xuất hiện trên bảng xếp hạng hoặc không được phát hành ở vùng lãnh thổ đó. | |                          |                          |                          |                          |                          |                          |                  |

### Album trực tiếp
| Tựa đề               | Thông tin album                                                                            |
| -------------------- | ------------------------------------------------------------------------------------------ |
| Carrie & Lowell Live | - Phát hành: 28 tháng 4 năm 2017 - Nhãn hiệu: Asthmatic Kitty - Định dạng: Tải kỹ thuật số |

### Album nhạc phim
| Tựa đề                                                                                         | Thông tin album                                                                                       | Vị trí xếp hạng cao nhất |
| Tựa đề                                                                                         | Thông tin album                                                                                       | Hoa Kỳ                   |
| ---------------------------------------------------------------------------------------------- | --- | ------------------------ |
| The BQE                                                                                        | - Phát hành: 20 tháng 10 năm 2009 - Nhãn hiệu: Asthmatic Kitty - Định dạng: CD · Tải kỹ thuật số · LP | 171                      |
| The Decalogue (với Timo Andres)                                                                | - Phát hành: 18 tháng 10 năm 2019 - Nhãn hiệu: Asthmatic Kitty - Định dạng: CD · Tải kỹ thuật số · LP | —                        |
| "—" chỉ album không xuất hiện trên bảng xếp hạng hoặc không được phát hành ở vùng lãnh thổ đó. | |                          |

## Các sản phẩm giới hạn

### Đĩa mở rộng
| Tựa đề                                                                                        | Thông tin album                                                                                      | Vị trí xếp hạng cao nhất | Vị trí xếp hạng cao nhất |
| Tựa đề                                                                                        | Thông tin album                                                                                      | Hoa Kỳ                   | Pháp                     |
| --------------------------------------------------------------------------------------------- | --- | ------------------------ | ------------------------ |
| Noel (với Matt Morgan)                                                                        | - Phát hành: tháng 12 năm 2001 - Nhãn hiệu: Asthmatic Kitty - Định dạng: CD                          | —                        | —                        |
| Hark!                                                                                         | - Phát hành: tháng 12 năm 2002 - Nhãn hiệu: Asthmatic Kitty - Định dạng: CD                          | —                        | —                        |
| Ding! Dong!                                                                                   | - Phát hành: tháng 12 năm 2003 - Nhãn hiệu: Asthmatic Kitty - Định dạng: CD                          | —                        | —                        |
| An Album Club Exclusive                                                                       | - Phát hành: tháng 8 năm 2005 - Nhãn hiệu: Rough Trade - Định dạng: CD                               | —                        | —                        |
| Joy (với Bridgit DeCook)                                                                      | - Phát hành: tháng 12 năm 2005 - Nhãn hiệu: Asthmatic Kitty - Định dạng: CD                          | —                        | —                        |
| Peace                                                                                         | - Phát hành: tháng 6 năm 2006 - Nhãn hiệu: Asthmatic Kitty - Định dạng: CD                           | —                        | —                        |
| Gloria! (với Aaron Dessner và Bryce Dessner)                                                  | - Phát hành: tháng 12 năm 2006 - Nhãn hiệu: Asthmatic Kitty - Định dạng: CD                          | —                        | —                        |
| I Am Santa's Helper                                                                           | - Phát hành: tháng 12 năm 2007 - Nhãn hiệu: Asthmatic Kitty - Định dạng: CD                          | —                        | —                        |
| Infinity Voyage                                                                               | - Phát hành: tháng 12 năm 2008 - Nhãn hiệu: Asthmatic Kitty - Định dạng: CD                          | —                        | —                        |
| Let It Snow!                                                                                  | - Phát hành: tháng 12 năm 2009 - Nhãn hiệu: Asthmatic Kitty - Định dạng: CD                          | —                        | —                        |
| All Delighted People                                                                          | - Phát hành: 23 tháng 8 năm 2010 - Nhãn hiệu: Asthmatic Kitty - Định dạng: CD · Tải kỹ thuật số · LP | 27                       | 32                       |
| Christmas Unicorn                                                                             | - Phát hành: tháng 12 năm 2010 - Nhãn hiệu: Asthmatic Kitty - Định dạng: CD                          | —                        | —                        |
| Hit & Run Vol. 1 (với Rosie Thomas)                                                           | - Phát hành: 28 tháng 8 năm 2012 - Nhãn hiệu: Sing-a-Long - Định dạng: Tải kỹ thuật số · LP          | —                        | —                        |
| "—" chỉ EP không xuất hiện trên bảng xếp hạng hoặc không được phát hành tại vùng lãnh thổ đó. | |                          |                          |

### Mixtape
| Tựa đề               | Thông tin mixtape                                                                                           |
| -------------------- | --- |
| Chopped and Scrooged | - Phát hành: 11 tháng 12 năm 2010 - Nhãn hiệu: Asthmatic Kitty - Định dạng: Tải kỹ thuật số                 |
| The Greatest Gift    | - Phát hành: 24 tháng 11 năm 2017 - Nhãn hiệu: Asthmatic Kitty - Định dạng: CD · Cassette · Tải kỹ thuật số |

## Đĩa đơn

### Nghệ sĩ chính
| Tựa đề                                                                                             | Năm  | Vị trí xếp hạng cao nhất | Vị trí xếp hạng cao nhất | Vị trí xếp hạng cao nhất | Vị trí xếp hạng cao nhất | Vị trí xếp hạng cao nhất | Vị trí xếp hạng cao nhất | Album                         |
| Tựa đề                                                                                             | Năm  | Mỹ Rock                  | Bỉ (VL)                  | Pháp                     | Hungary                  | Bồ Đào Nha               | Scotland                 | Album                         |
| -------------------------------------------------------------------------------------------------- | ---- | ------------------------ | ------------------------ | ------------------------ | ------------------------ | ------------------------ | ------------------------ | ----------------------------- |
| "The Dress Looks Nice on You"                                                                      | 2004 | —                        | —                        | —                        | —                        | —                        | —                        | Seven Swans                   |
| "I Went Dancing with My Sister"                                                                    | 2009 | —                        | —                        | —                        | —                        | —                        | —                        | Seven Swans                   |
| "I Walked"                                                                                         | 2010 | —                        | —                        | —                        | —                        | —                        | —                        | The Age of Adz                |
| "Too Much"                                                                                         | 2010 | —                        | —                        | —                        | —                        | —                        | —                        | The Age of Adz                |
| "Take the Time" (với Cat Martino)                                                                  | 2013 | —                        | —                        | —                        | —                        | —                        | —                        | Đĩa đơn không nằm trong album |
| "A Little Lost"                                                                                    | 2014 | —                        | —                        | —                        | —                        | —                        | —                        | Đĩa đơn không nằm trong album |
| "No Shade in the Shadow of the Cross"                                                              | 2015 | —                        | —                        | —                        | —                        | —                        | —                        | Carrie & Lowell               |
| "Should Have Known Better"                                                                         | 2015 | —                        | —                        | —                        | —                        | —                        | —                        | Carrie & Lowell               |
| "Exploding Whale"                                                                                  | 2015 | —                        | —                        | —                        | —                        | —                        | —                        | Đĩa đơn không nằm trong album |
| "Blue Bucket of Gold"                                                                              | 2015 | —                        | —                        | —                        | —                        | —                        | —                        | Carrie & Lowell               |
| "Saturn" (với Bryce Dessner, Nico Muhly và James McAlister)                                        | 2017 | —                        | —                        | —                        | —                        | —                        | —                        | Planetarium                   |
| "Venus" (với Bryce Dessner, Nico Muhly và James McAlister)                                         | 2017 | —                        | —                        | —                        | —                        | —                        | —                        | Planetarium                   |
| "Mystery of Love"                                                                                  | 2017 | 13                       | —                        | 44                       | 34                       | 93                       | 67                       | Call Me by Your Name          |
| "Tonya Harding"                                                                                    | 2017 | —                        | —                        | —                        | —                        | —                        | —                        | Đĩa đơn không nằm trong album |
| "Lonely Man of Winter"                                                                             | 2018 | —                        | —                        | —                        | —                        | —                        | —                        | Đĩa đơn không nằm trong album |
| "Love Yourself"/"With My Whole Heart"                                                              | 2019 | 44                       | —                        | —                        | —                        | —                        | —                        | Đĩa đơn không nằm trong album |
| "Love Yourself"/"With My Whole Heart"                                                              | 2019 | —                        | —                        | —                        | —                        | —                        | —                        | Đĩa đơn không nằm trong album |
| "—" chỉ đĩa đơn không xuất hiện trên bảng xếp hạng hoặc không được phát hành tại vùng lãnh thổ đó. |      |                          |                          |                          |                          |                          |                          |                               |

### Đĩa đơn quảng bá
| Tựa đề                                                       | Năm  | Album                |
| ------------------------------------------------------------ | ---- | -------------------- |
| "Put the Lights on the Tree"                                 | 2006 | Songs for Christmas  |
| "Carrie & Lowell"                                            | 2015 | Carrie & Lowell      |
| "Chicago"                                                    | 2016 | Illinois             |
| "Mercury" (với Bryce Dessner, Nico Muhly và James McAlister) | 2017 | Planetarium          |
| "Neptune" (với Bryce Dessner, Nico Muhly và James McAlister) | 2017 | Planetarium          |
| "Wallowa Lake Monster"                                       | 2017 | The Greatest Gift    |
| "John My Beloved"                                            | 2017 | The Greatest Gift    |
| "Blue Bucket of Gold" (trực tiếp)                            | 2017 | Carrie & Lowell Live |

## Các bài hát xếphạng khác
| Tựa đề              | Năm  | Vị trí xếp hạng cao nhất | Vị trí xếp hạng cao nhất | Album                |
| Tựa đề              | Năm  | Mỹ Rock                  | Pháp                     | Album                |
| ------------------- | ---- | ------------------------ | ------------------------ | -------------------- |
| "Visions of Gideon" | 2018 | 43                       | 86                       | Call Me by Your Name |

## Sản phẩm khách mời
| Tựa đề                                                                           | Năm  | Album                                             |
| -------------------------------------------------------------------------------- | ---- | ------------------------------------------------- |
| "All Delighted People"                                                           | 2000 | Eye of the Beholder                               |
| "Far Physician's Son"                                                            | 2000 | 8.21: A Blue Bunny Compilation                    |
| "Woman at the Well"                                                              | 2000 | 8.21: A Blue Bunny Compilation                    |
| "Damascus"                                                                       | 2001 | Seen Unseen                                       |
| "Bushwick Junkie"                                                                | 2002 | To Spirit Back the Mews                           |
| "The First Full Moon"                                                            | 2002 | To Spirit Back the Mews                           |
| "God'll Ne'er Let You Down"                                                      | 2002 | To Spirit Back the Mews                           |
| "I Can't Even Lift My Head"                                                      | 2002 | To Spirit Back the Mews                           |
| "Borderline"                                                                     | 2004 | Hope Isn't a Word                                 |
| "How Can the Stone Remain?"                                                      | 2004 | Metaphysics for Beginners                         |
| "The Lord God Bird"                                                              | 2005 | Trang web của National Public Radio               |
| "What Goes On"                                                                   | 2005 | This Bird Has Flown                               |
| "She Is"                                                                         | 2005 | Dream Brother: The Songs of Tim and Jeff Buckley  |
| "Opie's Funeral Song"                                                            | 2006 | Mews Too                                          |
| "Variation on 'Commemorative Transfiguration and Communion at Magruder Park'"    | 2006 | I Am the Resurrection                             |
| "Worried Shoes" (với Daniel Smith)                                               | 2006 | I Killed the Monster                              |
| "Free Man in Paris"                                                              | 2007 | A Tribute to Joni Mitchell                        |
| "In the Words of the Governor"                                                   | 2007 | The Believer                                      |
| "The One I Love"                                                                 | 2007 | The New Frontier – Americana: The Next Generation |
| "Ring Them Bells"                                                                | 2007 | I'm Not There                                     |
| "You Are the Blood"                                                              | 2009 | Dark Was the Night                                |
| "Blood Pt. 2" (Buck 65 hợp tác với Sufjan Stevens và Serengeti)                  | 2009 | Dark Was the Night                                |
| "Sofia's Song"                                                                   | 2009 | Trang web của Asthmatic Kitty Records             |
| "Yr Not Alone" (Cat Martino hợp tác với Sufjan Stevens)                          | 2012 | Yr Not Alone                                      |
| "I Promise" (Cat Martino hợp tác với Sufjan Stevens và Chris Powell của Man Man) | 2013 | Shaking Through Volume 3                          |
| "Harsh Noise"                                                                    | 2016 | One Night Stand #1                                |

## Video âm nhạc
| Tựa đề              | Năm  | Đạo diễn                                                 |
| ------------------- | ---- | -------------------------------------------------------- |
| "Too Much"          | 2010 | Deborah Johnson                                          |
| "Year of the Tiger" | 2014 | Geoffrey Hoskinson                                       |
| "Saturn"            | 2017 | Deborah Johnson                                          |
| "Mercury"           | 2017 | Deborah Johnson                                          |
| "Venus"             | 2017 | Deborah Johnson                                          |
| "Neptune"           | 2017 | Deborah Johnson                                          |
| "The Greatest Gift" | 2017 | Sufjan Stevens                                           |
| "Mystery of Love"   | 2018 | Luca Guadagnino (các trích đoạn từ Call Me by Your Name) |